# Cámara no midriática
Una cámara no midriática es una cámara fotográfica que permite tomar imágenes de la retina y de manera general del fondo de ojo, sin necesidad de dilatar previamente la pupila, es decir, sin necesidad de inducir una midriasis, y de aquí su nombre. Ha resultado ser un instrumento de gran utilidad para el diagnóstico por la imagen en aquellos pacientes que presentan enfermedades susceptibles de ser causa de retinopatía, como es la hipertensión arterial (HTA) y sobre todo la diabetes mellitus. Cada vez se utilizan más en el control periódico de las complicaciones oculares de estas enfermedades crónicas.